# Landiougou
Landiougou  est une localité du Nord de la Côte d'Ivoire et appartenant au département de Boundiali, Région des Savanes. La localité de Landiougou est un chef-lieu de commune.